# Гредіштя (Долж)
Гредіштя (рум. Grădiștea) — село у повіті Долж в Румунії. Входить до складу комуни Гречешть.
Село розташоване на відстані 224 км на захід від Бухареста, 45 км на захід від Крайови.

## Населення
За даними перепису населення 2002 року у селі проживали 190 осіб, усі — румуни. Усі жителі села рідною мовою назвали румунську.